# Fritz Courvoisier
 (octobre 2023).

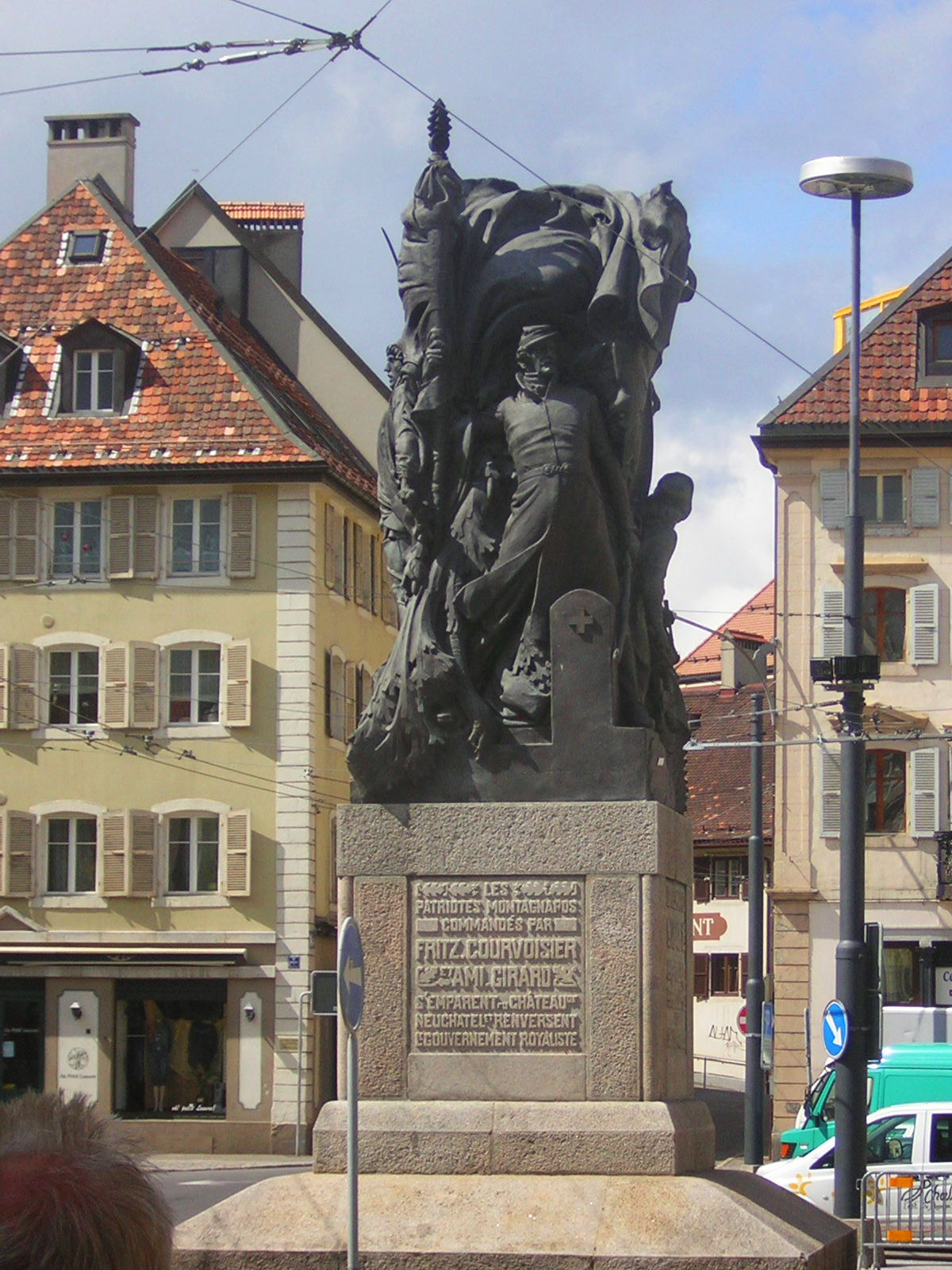
Monument à la mémoire de Courvoisier et d'Ami Girard à La Chaux-de-Fonds

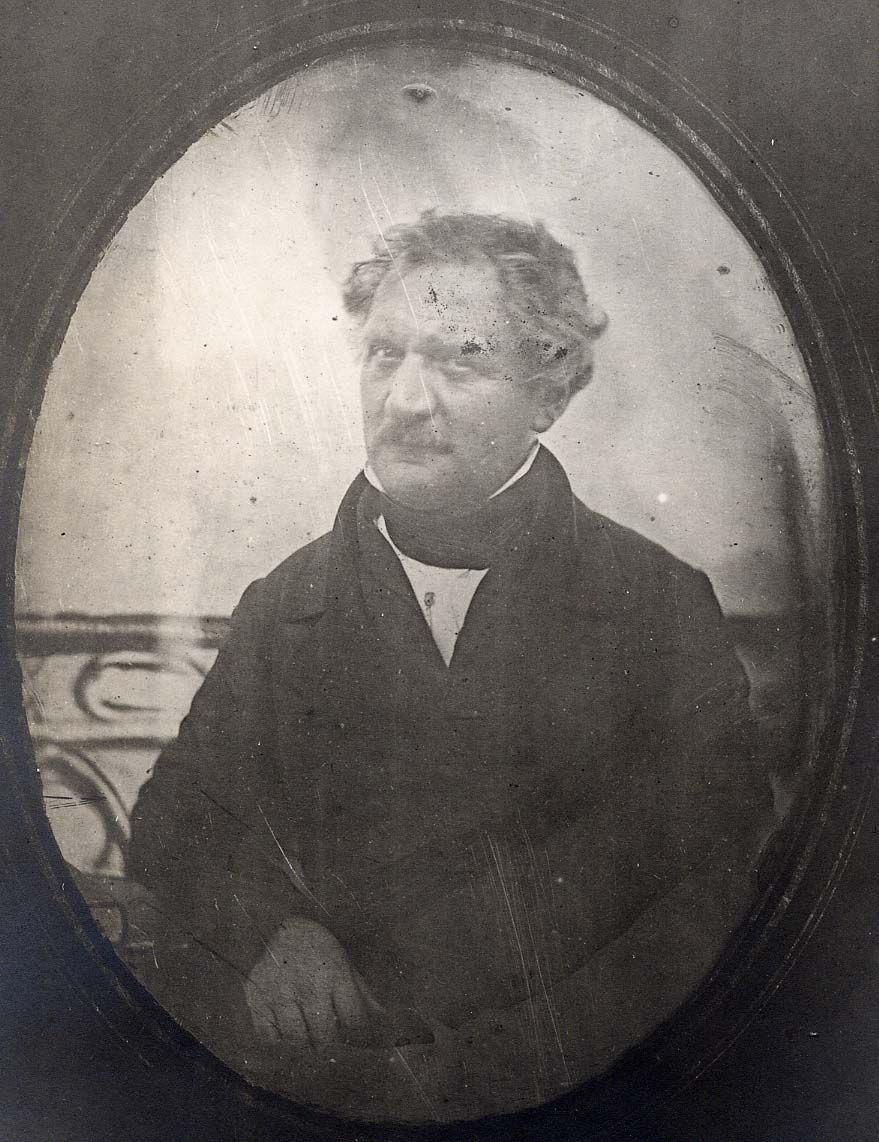
Fritz Courvoisier (reproduction d'un daguerréotype conservé aux Archives de l'Etat)

Frédéric Alexandre, dit Fritz Courvoisier, né le 1er juin 1799 à La Chaux-de-Fonds et mort à Neuchâtel le 10 décembre 1854, est un horloger, un militaire et une personnalité politique suisse.
Il est considéré comme le chef militaire de la révolution du 1er mars 1848 qui a mis fin au règne du roi de Prusse sur la principauté de Neuchâtel.

## Biographie
Né dans une famille horlogère, il travaille dans l'entreprise familiale avec son père et ses frères avant de créer en 1832 sa propre entreprise. Pour ses études son père l'envoie en pension à Genève, à Couvet, puis à Bâle pour perfectionner son allemand.
En 1826, il se marie avec Anna Rothpletz avec qui il aura deux fils, Paul et Emile. Anna meurt en 1836 à l'âge de 30 ans. Il voyage beaucoup pour ses affaires dans l'horlogerie. Il va notamment en France, en Italie, au Portugal, en Russie et est initié à la franc-maçonnerie à Bastia dans la loge Les Amis de la Paix.
De retour au pays, il est membre de la loge L'Amitié de La Chaux-de-Fonds, appartenant à la  Grande Loge suisse Alpina, et est élu député au Corps législatif en 1831 et est capitaine des carabiniers de la Chaux-de-Fonds. En 1847, il participe à la guerre du Sonderbund dans un corps militaire bernois, Neuchâtel s'étant déclaré neutre.

## Rôle dans la révolution neuchâteloise
En 1848, à la suite de la révolution française de 1848 les neuchâtelois du haut lancent eux aussi un mouvement révolutionnaire et nomment Fritz Courvoisier commandant en chef. Ce dernier, via Auguste Bille, tente de sonder son ami Ulrich Ochsenbein, alors président bernois de la Commission pour l'élaboration de la Constitution fédérale, d'un soutien de la Suisse en cas de réussite d'une révolution neuchâteloise. Dans le même temps, il s'assure également qu'il sera possible de former un gouvernement provisoire après la prise du pouvoir, afin de ne pas réitérer la révolution manquée en 1831 par Alphonse Bourquin, à cause d'un manque de candidats pour former un gouvernement provisoire.
Le 29 février 1848, Ami Girard arrive du Vallon de Saint-Imier et décide Fritz Courvoisier de marcher sur Neuchâtel. C'est ainsi qu'au matin du 1er mars 1848 une colonne révolutionnaire se met en marche depuis la Chaux-de-Fonds. À 20h le château de Neuchâtel est aux mains des révolutionnaires. Le 3 mars 1848 des émissaires suisses reconnaissent le nouveau gouvernement et la République est proclamée.

## Après la révolution
De 1851 à 1854, il est élu du parti radical au Conseil national et se bat pour l'établissement d'une ligne de chemin-de-fer internationale reliant le plateau suisse à la France en passant par Morteau, Le Locle, La Chaux-de-Fonds, Saint-Imier selon lui plus juste que le projet voulant faire passer la voie par le Val-de-Travers. Pour finir, après des luttes intestines dans le canton, les deux concessions seront accordées, mais la voie préférée de Courvoisier ne sera pas une ligne internationale.
Fritz Courvoisier meurt le 10 décembre 1854 à Neuchâtel, d'une attaque d'apoplexie.

## Sources d'archives
Un fonds d'archives concernant Fritz et Louis Courvoisier est conservé aux archives de l'État de Neuchâtel. Ce fonds concerne les domaines de l'horlogerie, la politique, les révolutions neuchâteloises (1831,1848), les chemins de fer ainsi que la famille Courvoisier. Il est composé de divers types de documents notamment de la correspondance, des photographies, des imprimés divers, des notes personnelles, des articles de journaux, des livres, des registres et des diplômes.

## Sources
- Pierre-Yves Châtelain, « Frédéric-Alexandre Courvoisier, fabricant d'horlogerie homme politique militaire 1799-1854 », dans Biographies neuchâteloises, tome 2, p.93-98, Hauterive, G.Attinger, 1998
- « De l'éducation au début du XIXe siècle, ou l'enfance et la jeunesse de Fritz Courvoisier », dans nouvelle revue neuchâteloise, no 53, La Chaux-de-Fonds, Typoffset Dynamic, 1997
- Eric-André Klauser, « Courvoisier, Fritz » dans le Dictionnaire historique de la Suisse en ligne, version du 17 août 2005.
- Alfred Chapuis, « Fritz Courvoisier, 1799-1854, chef de la révolution neuchâteloise », V. Attinger, Neuchâtel, 1947, 258 p.
- Arnold Robert, « Inauguration du monument commémoratif de la fondation de la République neuchâteloise à La Chaux-de-Fonds le 4 septembre 1910 : réminiscences historiques », La Chaux-de-Fonds : Impr. du National suisse, 1910, 23 p.